# Анхуей
Анхуей (на мандарински:安徽; пинин: Ānhuī) e провинция в Източен Китай. Административен център и най-голям град в провинцията е град Хъфей. Името на провинцията идва от имената на два града – Анцин и Хуейчан.

## География
Територията на провинция Анхуей е 139 400 км². Намира се в югоизточната част на Китай, в долното течение на река Яндзъ. Реките Яндзъ и Хуанхъ разделят провинцията на три естествени региона: равнината Хуайбей (на север от Хуанхъ), хълмистата част Дзян Хуай (между Яндзъ и Хуанхъ) и планинската верига Дзяннан (на юг от Яндзъ). На север от река Хуанхъ теренът е равнинен. Той представлява част от Севернокитайската равнина. Средната част между реките Яндзъ и Хуанхъ представлява верига от хълмове. Земите от двете страни на Яндзъ и около езерото Чаоху са ниски и равнинни. Южната част е почти изцяло хълмиста.

## Административно деление
Провинцията е разделена на 16 градски префектури.
| Карта | №        | Българско име | Китайско име  | Пинин |
| ----- | -------- | ------------- | ------------- | ----- |
|       |          |               |               |       |
| 1     | Хъфей    | 合肥市        | Héféi Shì     |       |
| 2     | Анцин    | 安庆市        | Ānqìng Shì    |       |
| 3     | Бънбу    | 蚌埠市        | Bèngbù Shì    |       |
| 4     | Боджоу   | 亳州市        | Bózhōu Shì    |       |
| 5     | Сюанчен  | 宣城市        | Xuānchéng Shì |       |
| 6     | Чиджоу   | 池州市        | Chízhōu Shì   |       |
| 7     | Чуджоу   | 滁州市        | Chúzhōu Shì   |       |
| 8     | Фуян     | 阜阳市        | Fǔyáng Shì    |       |
| 9     | Хуайбей  | 淮北市        | Huáiběi Shì   |       |
| 10    | Хуайнан  | 淮南市        | Huáinán Shì   |       |
| 11    | Хуаншан  | 黄山市        | Huángshān Shì |       |
| 12    | Луан     | 六安市        | Lù'ān Shì     |       |
| 13    | Мааньшан | 马鞍山市      | Mǎ'ānshān Shì |       |
| 14    | Суджоу   | 宿州市        | Sùzhōu Shì    |       |
| 15    | Тунлин   | 铜陵市        | Tónglíng Shì  |       |
| 16    | Уху      | 芜湖市        | Wuhú Shì      |       |

## Климат
Анхуей е разположена на преходния пояс между умерената зона и субтропичната зона. В провинцията е топло и влажно, с ясно изразени сезони, с обилни валежи. За тук са характерни резките промени във времето, пролетните суши, летните наводнения. Средната годишна температура варира от 14 до 17 градуса. В 200 до 250 дни температурите са над нулата. Годишните валежи са от 800 до 1800 милиметра.

## Икономика
Земята в Анхуей е плодородна. Отглеждат се ориз, пшеница, грах, боб, тютюн, фъстъци, черен чай „Чимен“, зелен чай „Туенси“. Общата обработваема земя на провинцията е 5,74 милиона хектара и е подходяща за разнообразни земеделски култури. Има изградена много добра система за напояване и за предотвратяване на наводненията. В провинцията има 3,6 милиона хектара гори, с разнообразни видове растения, 91 вида диви животни, които са под национална защита. Най-ценните от тях са алигаторите в Яндзъ. В провинцията има над 40 полезни изкопаеми – въглища, желязо, мед, манган. Тук има още сяра, варовик, калцит, глина, бентонит. Провинцията е основен производител на туш и калиграфска хартия. Производител е и на четки за рисуване. Автомобилостроенето е една от най-силно развитите индустрии в Анхуей. Произвеждат се и много уреди за домакинството – хладилници, перални, цветни телевизори, климатици и др. Мините за въглища Хуайнан и Хуайбей произвеждат най-много в Южен Китай.

## Транспорт
Благодарение на магистралите в Анхуей може да се стигне за 2 – 5 часа до големи градове като Шанхай, Нандзин, Суджоу, Чанджоу, Уси, Суджоу, Лиенюнганг, Хангджоу, Дзиндзиан, Нанчан, Ухан, Джънджоу и др. На територията на Анхуей се намира най-гъстата ЖП мрежа в Източен Китай. Шестте летища в Анхуей позволяват връзка с Пекин, Шанхай, Гуанджоу, Шънджън и Хонг Конг. На територията на Анхуей има 5 първокласни пристанища на Яндзъ.